# Comunidade quilombola Tijuaçu

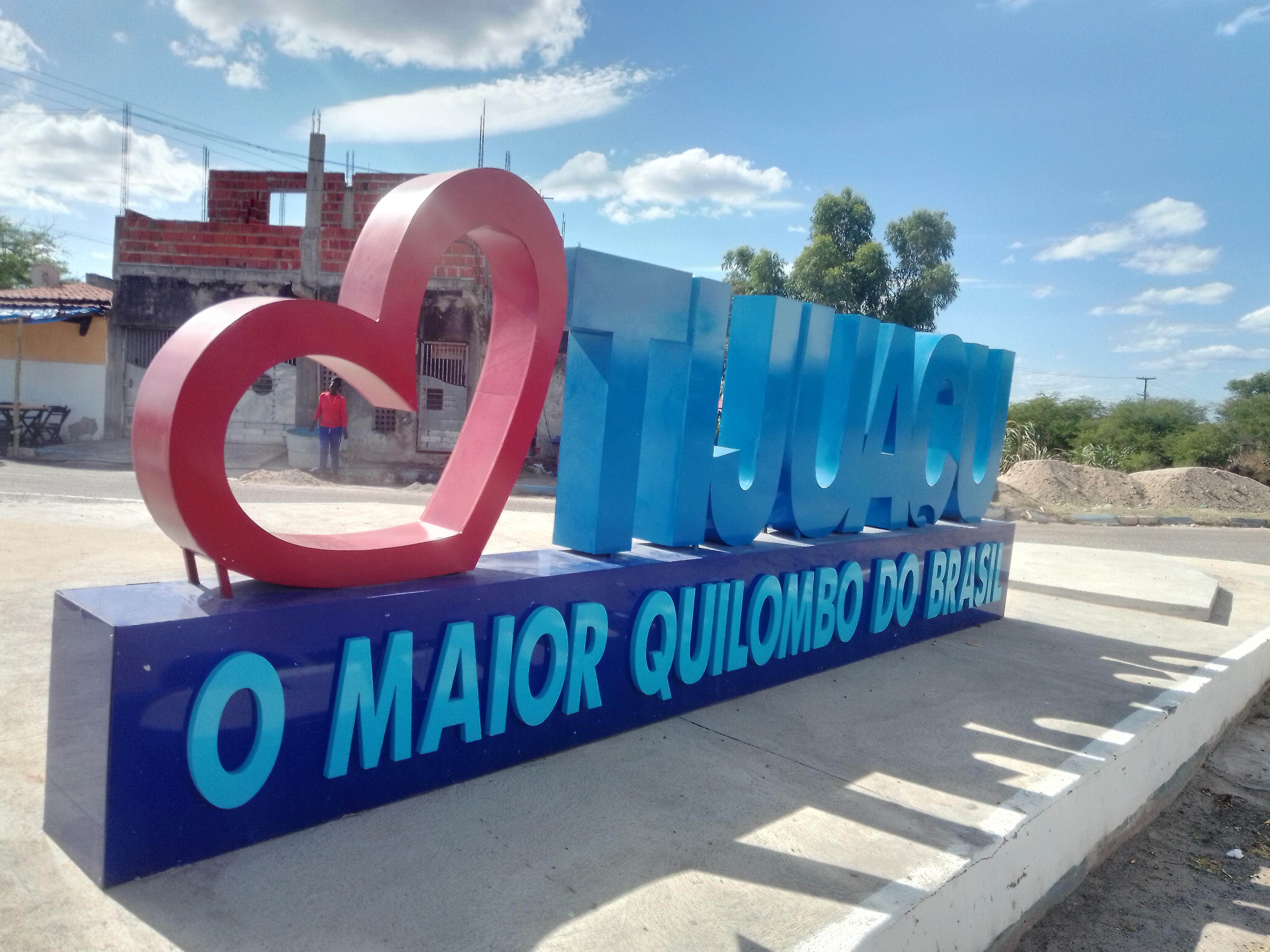
Letreiro na entrada do Quilombo de Tijuaçu

Tijuaçu é uma comunidade remanescente de quilombo, população tradicional brasileira, localizada nos municípios brasileiros de Senhor do Bonfim, Filadélfia e Antonio Gonçalves, na Bahia. A comunidade de Tijuaçu é formada por uma população de 828 famílias, distribuídas em uma área de 8472,2214 hectares. O território foi certificado como remanescente de quilombo (reminiscências históricas de antigos quilombos) pela Fundação Cultural Palmares, pela Portaria n° 28/2005.
Esta comunidade teve o Relatório Técnico de Identificação e Delimitação publicado em 2010 (etapa da regularização fundiária), mas ainda está com a situação fundiária em análise (não titulada) no INCRA.
A comunidade foi fundada no começo do século XIX por Maria Rodrigues, conhecida como “Mariinha”, de nação Nagô. Ela fugiu de uma senzala de Salvador e se estabeleceu no Alto Bonito. Depois que se casou com um homem do Congo, eles fundaram o quilombo em terras antes da Fazenda Lagarto, de propriedade de Felipe Rodrigues da Silva e Joaquim Manoel de Santana.. Segundo depoimentos, na região existiam muitos lagartos, e por isso o nome da comunidade é Tijuaçu: significa “lagarto grande” no idioma dos índios da região.

## Tombamento
O tombamento de quilombos é previsto pela Constituição Brasileira de 1988, bastando a certificação pela Fundação Cultural Palmares:

Art. 216. Constituem patrimônio cultural brasileiro os bens de natureza material e imaterial, tomados individualmente ou em conjunto, portadores de referência à identidade, à ação, à memória dos diferentes grupos formadores da sociedade brasileira [...]
§ 5º Ficam tombados todos os documentos e os sítios detentores de reminiscências históricas dos antigos quilombos.
Portanto, a comunidade quilombola de Tijuaçu é um patrimônio cultural brasileiro, tendo em vista que recebeu a certificação de ser uma "reminiscência histórica de antigo quilombo" da Fundação Cultural Palmares no ano de 2005.

## Situação territorial
Até o final do século XX, a comunidade quilombola de Tijuaçu era chamada "Lagarto" e se localizava em Campo Formoso. Ao final do século XIX, havia 25 casas cobertas de palha e 30 famílias. Em 1953, passou a pertencer a Senhor do Bonfim.
A falta do título da terra (regularização fundiária) cria para as comunidades quilombolas uma dificuldade de desenvolver a agricultura, além dos conflitos com os fazendeiros de suas regiões e a impossibilidade de solicitar políticas sociais e urbanas para melhorias de condições de vida, como infraestrutura urbana de redes de energia, água e esgoto.
Povos Tradicionais ou Comunidades Tradicionais são grupos que possuem uma cultura diferenciada da cultura predominante local, que mantêm um modo de vida intimamente ligado ao meio ambiente natural em que vivem. Através de formas próprias: de organização social, do uso do território e dos recursos naturais (com relação de subsistência), sua reprodução sócio-cultural-religiosa utiliza conhecimentos transmitidos oralmente e na prática cotidiana.